# باشگاه فوتبال بولون
باشگاه فوتبال بولون (انگلیسی: US Boulogne) یک باشگاه فوتبال در بولون-سور-مر، فرانسه است.